# Сили безпеки Косова
Сили безпеки Косова (алб. Forca e Sigurisë së Kosovës серб. Kosovske Bezbednosne Snage, KSF) це підрозділ швидкого реагування, який відповідає за безпеку у Республіці Косово і захист цивільного населення на території країни та за її межами. До їх основних завдань належать пошукові роботи та утилізація боєприпасів, саперні роботи, ліквідація пожежної загрози та небезпечних речовин. Планується перетворення в Збройні сили. Командувач СБК генерал-лейтенант Кадрі Кастраті.
У березні 2008 року під проводом НАТО почалася підготовка до формування Сил безпеки Косова. За планом Ахтісаарі силам безпеки дозволяється носити легку зброю. Уряд Косово планує довести війська до відповідних стандартів НАТО.

## Історія
Після війни в Косові в 1999 року, відповідно до резолюції Ради Безпеки ООН № 1244 і Кумановською військово-технічною угодою були створені колективні міжнародні сили безпеки KFOR, які вступили в Косово 12 липня 1999 року. В сили KFOR входять 30 країн (23 — члени НАТО).

## Сили безпеки Косово
5 березня 2014 року, прем'єр-міністр Хашим Тачі заявив, що правління Косово створить міністерство безпеки, і до 2019 року офіціально перетворить Сили безпеки Косово в армію, яка відповідає всім стандартам НАТО. Нова армія матиме річний бюджет в € 98 млн і 15000 солдат та 8000 резервістів. Міністр Аґім Чеку заявив, що метою Сил безпеки Косово буде захист суверенітету та територіальної цілісності Косово, його людей та їх власності, а також захисту інтересів Республіки Косово.

## Звання

### Звання та знаки розрізнення (2009 - 2012)
|        | Генерали          | Генерали      | Генерали          |
| ------ | ----------------- | ------------- | ----------------- |
|        |                   |               |                   |
| radhë  | Gjenerallejtënant | Gjeneralmajor | Gjeneralbridage   |
| звання | Генерал-лейтенант | Генерал-майор | Бригадний генерал |

|        | Штабс-офіцери | Штабс-офіцери | Штабс-офіцери | Офіцери | Офіцери          | Офіцери          |
| ------ | ------------- | ------------- | ------------- | ------- | ---------------- | ---------------- |
|        |               |               |               |         |                  |                  |
| radhë  | Kolonel       | Nënkolonel    | Major         | Kapiten | Toger            | Nëntoger         |
| звання | Полковник     | Підполковник  | Майор         | Капітан | Перший лейтенант | Другий лейтенант |

|        | Унтер-офіцери   | Унтер-офіцери  | Унтер-офіцери | Унтер-офіцери | Рядовий склад | Рядовий склад |
| ------ | --------------- | -------------- | ------------- | ------------- | ------------- | ------------- |
|        |                 |                |               |               |               |               |
| radhë  | Rreshter i parë | Rreshter Major | Kapter        | Rreshter      | Tetar         | Ushtar        |
| звання | Сержант-майор   | Перший сержант | Штаб-сержант  | Сержант       | Капрал        | Рядовий       |

### Звання та знаки розрізнення (з 2012)
|        | Генерали          | Генерали      | Генерали          |
| ------ | ----------------- | ------------- | ----------------- |
|        |                   |               |                   |
| radhë  | Gjenerallejtënant | Gjeneralmajor | Gjeneralbridage   |
| звання | Генерал-лейтенант | Генерал-майор | Бригадний генерал |

|        | Штабс-офіцери | Штабс-офіцери | Штабс-офіцери | Офіцери | Офіцери          | Офіцери          |
| ------ | ------------- | ------------- | ------------- | ------- | ---------------- | ---------------- |
|        |               |               |               |         |                  |                  |
| radhë  | Kolonel       | Nënkolonel    | Major         | Kapiten | Toger            | Nëntoger         |
| звання | Полковник     | Підполковник  | Майор         | Капітан | Перший лейтенант | Другий лейтенант |

|        | Унтер-офіцери   | Унтер-офіцери  | Унтер-офіцери | Унтер-офіцери | Рядовий склад | Рядовий склад |
| ------ | --------------- | -------------- | ------------- | ------------- | ------------- | ------------- |
|        |                 |                |               |               |               |               |
| radhë  | Rreshter i parë | Rreshter Major | Kapter        | Rreshter      | Tetar         | Ushtar        |
| звання | Сержант-майор   | Перший сержант | Штаб-сержант  | Сержант       | Капрал        | Рядовий       |

## Зброя та спорядження
| Зброя              | Набій             | Країна виробник      | Фото      |
| Пістолети          | Пістолети         | Пістолети            | Пістолети |
| ------------------ | ----------------- | -------------------- | --------- |
| Glock 17           | 9×19 мм Парабелум | Австрія              |           |
| Пістолети-кулемети |                   |                      |           |
| H&K MP5            | 9×19 мм Парабелум | Німеччина/ Туреччина |           |
| Автомати           |                   |                      |           |
| H&K G36            | 5,56×45 мм НАТО   | Німеччина            |           |
| Гранатомети        |                   |                      |           |
| H&K AG36           | 40×46 мм гранати  | Німеччина            |           |
| Бронетехніка       |                   |                      |           |
| Otokar Cobra       | Бронетехніка      | Туреччина            |           |

У 2021 році США передали Силам безпеки Косово 55 бронемашин, серед яких  броньовані автомобілі HMMWV та бронетранспортери M1117.
5 травня 2023 року, Сили безпеки Косова були оснащені п'ятьма безпілотними літальними апаратами Bayraktar. Інтелектуальні безпілотні ударні дрони прибули з Туреччини до Косова через майже сім місяців після підписання контракту з компанією-виробником та за кілька днів до початку найбільших міжнародних навчань "Defender Europe 23", де Косово вдруге буде приймаючою країною у навчаннях під проводом США за участю понад 1100 військовослужбовців.